# David Peace
Pour les articles homonymes, voir Peace.
Œuvres principales
- Le Scarabée

David Peace, né en 1967 à Ossett dans le West Yorkshire, est un écrivain anglais.

## Biographie
Il se fait connaître en France au début des années 2000 avec la publication du Quatuor du Yorkshire (1974, 1977, 1980 et 1983, éd. Rivages). Cette œuvre étrange, d'une noirceur et d'un pessimisme rarement égalés, installe Peace comme l'un des auteurs les plus originaux du néopolar anglais. Inspirée de l'affaire de l'éventreur du Yorkshire, qui défraya la chronique à la fin des années 1970 jusqu'au milieu des années 1980, cette suite à l'intrigue tortueuse et torturée, peuplée de criminels sexuels et de marginaux, de flics brutaux et corrompus, n'est pas sans rappeler le Quatuor de Los Angeles de James Ellroy, l'un des maîtres de Peace.
Mais l'ambiance de ces quatre romans, brumeuse, pluvieuse, désespérée et cold est bel et bien anglaise, d'une Angleterre thatchérienne, celle du Nord, de Leeds, de Manchester et Sheffield avec ses banlieues ouvrières, ses pubs, ses drames et ses laissés pour compte. Peace prolonge ainsi la lignée des grands romanciers noirs anglais contemporains tels que Robin Cook, Ted Lewis ou John Harvey. D'autre part, son style déréglé, obsessionnel, lyrique jusqu'à l'outrance et d'une cruauté parfois insoutenable, va même jusqu'à rappeler un Sade ou un Lautréamont. Une de ses marques de fabrique réside dans son utilisation et expérimentation croissantes du courant de conscience, afin de dépeindre textuellement l'errance et la descente aux enfers de ses personnages.
Peace signe ensuite GB 84, roman très politique sur les années Thatcher, ainsi que 44 jours, biographie romancée de Brian Clough, célèbre en Angleterre pour avoir été un grand buteur de la ligue britannique avant de devenir un manager de club aux idées bien arrêtées et au tempérament de feu. Là encore, Peace ne se défait jamais du style hachuré qui est maintenant sa marque de fabrique, pointant du doigt le climat de corruption qui régnait dans le foot anglais des années 1970. En 2014, il publie Rouge ou Mort, qui évoque la vie de l'entraîneur Bill Shankly.
Il écrit également une trilogie sur le Japon de l'après-guerre et les affaires criminelles marquantes qui s'y sont déroulées. Dans Tokyo année zéro, il offre un portrait saisissant de la société japonaise d'après la débâcle, entre la reconstruction d'un pays totalement détruit, et le poids de la culpabilité pas encore assumée par ceux qui ont fait, et perdu cette guerre. L'enquête du livre concerne le tueur de jeunes femmes Kodaira Yoshio. Tokyo ville occupée, le deuxième volume, explore l'affaire Teigin avec de multiples narrateurs, comme le coupable officiel Sadamichi Hirasawa ou les victimes, dans un hommage au film Rashōmon. Enfin, Tokyo revisitée, paru en 2022, relate l'enquête, à trois époques différentes, de trois narrateurs autour de la mort de Sanadori Shimoyama, président des chemins de fer japonais en 1949.
David Peace vit et travaille depuis de nombreuses années à Tokyo, où il est installé avec sa famille.

## Œuvres

### Cycle du Yorkshire
1. 1974, Payot & Rivages, coll. « Rivages/Thriller », 2002 ((en) 1974, 1999)Prix du roman noir étranger, Cognac, 2002. Réédité en 2004 dans la collection « Rivages/Noir » (no 510)
2. 1977, Payot & Rivages, coll. « Rivages/Thriller », 2003 ((en) 1977, 2000)Réédité en 2005 dans la collection « Rivages/Noir » (no 552)
3. 1980, Payot & Rivages, coll. « Rivages/Thriller », 2004 ((en) 1980, 2001)Réédité en 2006 dans la collection « Rivages/Noir » (no 603)
4. 1983, Payot & Rivages, coll. « Rivages/Thriller », 2005 ((en) 1983, 2002)Réédité en 2008 dans la collection « Rivages/Noir » (no 672)

### Cycle Tokyo
1. Tokyo année zéro, Payot & Rivages, coll. « Rivages/Thriller », 2008 ((en) Tokyo Year Zero, 2007)Réédité en 2010 dans la collection « Rivages/Noir » (no 790)
2. Tokyo, ville occupée, Payot & Rivages, coll. « Rivages/Thriller », 2010 ((en) Occupied City, 2009)Réédité en 2012 dans la collection « Rivages/Noir » (no 855)
3. Tokyo, revisitée, Payot & Rivages, coll. « Rivages/Noir », 2022 ((en) Tokyo Redux, 2021) Sélection Grand Prix de littérature policière 2022[1]

### Romans indépendants
- GB 84, Payot & Rivages, coll. « Rivages/Thriller », 2006 ((en) GB 84, 2004)Prix James Tait Black 2004[2]. Réédité en 2009 dans la collection « Rivages/Noir » (no 735)
- 44 jours, Payot & Rivages, coll. « Rivages/Thriller », 2008 ((en) The Damned Utd, 2006)Réédité en 2010 dans la collection « Rivages/Noir » (no 769)
- Rouge ou Mort, Payot & Rivages, coll. « Rivages/Thriller », 2014 ((en) Red or Dead, 2013)Réédité en 2015 dans la collection « Rivages/Noir » (no 995)
- Patient X, Payot & Rivages, 2024 ((en) Patient X: the Case-Book of Ryūnosuke Akutagawa, 2018)
- (en) Munichs, Faber & Faber, 2024

## Adaptation télévisée
1974, 1977, 1980 et 1983 sont adaptés à la télévision britannique en 2009 sous le titre The Red Riding Trilogy.